# Ribonucleotídeo AICA
Ribonucleotídeo AICA ou ribonucleotídeo 5-aminoimidazol-4-carboxamida (abreviado na literatura como AICAR, do inglês 5-aminoimidazole-4-carboxamide ribonucleotide) é um intermediário na geração de monofosfato de inosina. AICAR é um análogo de monofosfato de adenosina (abreviado como AMP, do inglês adenosine monophosphate) que é capaz de estimular atividade de proteína quinase dependente de AMP (AMPK, do inglês AMP-activated protein kinase). AICAR tem sido usado clinicamente para tratar e proteger contra lesão isquêmica. A droga foi usada inicialmente nos anos 1980 como um método para preservar o fluxo sanguíneo para o coração durante cirurgia. Atualmente, a droga também tem sido mostrada como sendo um potencial tratamento para diabetes, aumentando a atividade metabólica dos tecidos e alterando a composição física dos músculos.